# Filmový symfonický orchestr
Filmový symfonický orchestr (abgekürzt: FISYO; tschechisch; internationale englische Bezeichnung: Film Symphony Orchestra, zeitweise auch Czech Symphony Orchestra; deutsch: Filmsinfonieorchester bzw. Tschechisches Symphonieorchester) ist ein tschechisches Sinfonieorchester aus Prag.

## Geschichte
Das Filmový symfonický orchestr wurde auf Initiative des Posaunisten František Sedláček als Orchester der Filmstudios Barrandov am 1. Juni 1943 in Prag gegründet. Das Ensemble von etwa 60 Mitgliedern erhielt in unmittelbarer Nachbarschaft des ehemaligen Deutschen Hauses auf der Ve Smečkách 22 ein Tonstudio und einen Standort, an dem die meisten Aufnahmen eingespielt wurden.
Erster Chefdirigent des Ensembles war Karel Nowakowski, den Posten des zweiten Leiters übernahm als erster Jindřich Bubeníček. Seinen ersten Konzertauftritt gab das Orchester am 20. Januar 1946 unter der Leitung von Otakar Pařík. 1945 wurde das Orchester von der damaligen Tschechoslowakei verstaatlicht und erhielt den Namen Filmový symfonický orchestr. Finanziert durch staatliche Mittel nahm das Orchester in den folgenden Jahren Musik aller Stilrichtungen für 5.000 tschechoslowakische wie internationale Filmproduktionen auf. Letztere Engagements begannen 1965 und wurden neben Ländern in Europa auch für die USA, Kanada und Japan produziert. Neben seiner hauptsächlichen Studioarbeit gab das Orchester regelmäßig Auftritte mit klassischem Konzertprogramm, angefangen in Fabrikhallen bis zur Laterna magika. Auch trat das Orchester mit dem Ballett des Sowjetischen Staatstheaters auf und führte sowohl tschechische Werke von den Komponisten Emil František Burian, Zdeněk Liška und Luboš Fišer als auch internationale Werke von Tibor Andrašovan, Angelo Badalamenti und Dav Seltzer auf. Weiterhin trat das Orchester auf dem Prager Frühling und dem Internationalen Musikfestival für zeitgenössische Musik in Frankreich auf und wurde 1964 für herausragende Arbeit sowie 1975 für besondere Verdienste ausgezeichnet und gewann einen Emmy Award für den Film Agent ohne Namen.
1989 wurde die staatliche Finanzierung des Orchesters aus ökonomischen Gründen eingestellt, die Musiker wurden entlassen. 1991 gründete das Orchestermitglied Jiří Kauders ein Privatunternehmen, FISYO, s.r.o., zur Finanzierung des Ensembles. Als eines der ersten Orchester ohne staatliche Fördermittel trat das Orchester weiterhin beim Prager Frühling auf, spielte das Musical Les Misérables ein – mit dem das Orchester auch hunderte Vorführungen gab – und widmete sich nach wie vor der Filmmusik. Unter der Leitung von Chefdirigent Štěpán Koníček entstand 1993 außerdem das Kammerensemble Barrandeum.
Ab 1991 erweiterte das Orchester seine internationale Tätigkeit von Studioarbeiten auch auf Konzertreisen durch Europa, auf denen es als Czech Symphony Orchestra (Tschechisches Symphonieorchester) auftrat. Ein Kammerensemble von fünf Musikern ging überdies auf Tour durch Europa und die USA mit dem Stummfilm Erotikon von Gustav Machatý und spielte die Filmmusik von Jan Klusák live zur Vorführung. Weitere Filmproduktionen unter der Regie von tschechischen Regisseuren wie Věra Chytilová folgten. Die FISYO, s.r.o. positionierte sich im Laufe der Jahre als dienstleistendes Orchester für Musik- und Filmproduktion bis zur Vermietung von musikalischem Zubehör.
Als Gastdirigenten wirkten Otakar Jeremiáš, Václav Neumann, Alois Klíma, Nikos Mamangakis und Geoffrey Corbett. Zu seinen Chefdirigenten gehörten: Karel Nowakowski (1943–1944), Otakar Pařík (1945–1954), Milivoj Uzelac (1954–1955), Štěpán Koníček (1956–1984), Mario Klemens (1989–1991), Štěpán Koníček (seit 1992).